# Everybody Happy
Everybody Happy is een Belgische film uit 2016, geschreven en geregisseerd door Nic Balthazar. De film ging op 28 augustus in première op het internationaal filmfestival van Montreal waar hij bekroond werd met de prijs van beste regie. De film werd ook gekozen als openingsfilm van het Filmfestival Oostende.

## Verhaal
Ralph Hartman (Peter Van den Begin) is een succesvol stand-upcomedian die worstelt met zijn eigen onzekerheid. De stem in zijn hoofd toont aan hoe negatief hij over zichzelf is zeker nu hij te maken krijgt met een jonge, rijzende ster binnen het comedianwereldje.

## Rolverdeling
| Acteur              | Personage                |
| ------------------- | ------------------------ |
| Peter Van den Begin | Ralph Hartman            |
| Barbara Sarafian    | Laura Maris              |
| Josse De Pauw       | Big Bonzo                |
| Jeroen Leenders     | Anderman                 |
| Kamal Kharmach      | Faroek                   |
| Leen Dendievel      | Julie                    |
| Rik Verheye         | Olaf Bens                |
| Veerle Malschaert   | stem in hoofd van Laura  |
| Johan Knuts         | Theo Vinckens            |
| Seppe Casus         | Leo Hartman              |
| Sofie Hoflack       | Sofia                    |
| Ivo Pauwels         | Hubert Hartman           |
| Hilde Heijnen       | ex van Ralph             |
| Mark Verstraete     | stem in hoofd van Bozo   |
| Jef Demedts         | stem in hoofd van Hubert |

## Productie
Tijdens de filmopnamen droeg de film de werktitel Say Something Funny, later gewijzigd naar de huidige titel.

## Prijzen en nominaties
| Jaar | Prijs                                    | Categorie   | Genomineerde(n) | Uitslag  |
| ---- | ---------------------------------------- | ----------- | --------------- | -------- |
| 2016 | Internationaal filmfestival van Montreal | Beste regie | Nic Balthazar   | Gewonnen |